# سومر تیلماچ
سومر تیلماچ (انگلیسی: Sümer Tilmaç؛ ۱۵ ژوئیهٔ ۱۹۴۸ – ۱۲ ژوئن ۲۰۱۵) بازیگر اهل ترکیه بود.